# Поле розкладу
В абстрактній алгебрі поле розкладу многочлена p над полем {\displaystyle K} — найменше розширення поля, над яким {\displaystyle p} розкладається в добуток лінійних множників:
{\displaystyle p(x)=a(x-x_{1})(x-x_{2})...(x-x_{n}),\ x_{1},\dots ,x_{n}\in L,\quad L\supset K.}
При цьому {\displaystyle L=K(x_{1},\dots ,x_{n}),} тому поле розкладу {\displaystyle L} також називається розширенням, одержаним приєднанням до {\displaystyle K} всіх коренів даного многочлена.
Аналогічно вводиться поняття поля розкладу сім'ї многочленів {\displaystyle p_{i}(x),i\in I} — розширення L, для якого кожен pi розкладається в L[x] на лінійні множники і L породжується над K всіма коренями pi. Поле розкладу скінченної множини многочленів p1,p2...pn,  буде, очевидно, полем розкладу їх добутку p=p1p2...pn
Розширення поля, що є полем розкладу деякої сім'ї многочленів називається нормальним розширенням. 

## Властивості
- Поле розкладу скінченної сім'ї многочленів є скінченним алгебраїчним розширенням поля {\displaystyle K}.
- Поле розкладу многочлена існує для будь-якого сімейства многочлена pi і визначене однозначно з точністю до ізоморфізму, тотожного на K.
- Для поля {\displaystyle K} характеристики 0, поле розкладу многочлена {\displaystyle (x^{m}-a),\quad a\in K} завжди містить первісний корінь степені {\displaystyle m} з одиниці.
- Мінімальний многочлен довільного елемента поля розкладу в цьому полі теж розкладається на лінійні множники.

## Приклади
- Якщо степінь многочлена {\displaystyle p} не перевершує {\displaystyle 1}, то {\displaystyle L=K}.
- Поле комплексних чисел {\displaystyle \mathbb {C} } — поле розкладу многочлена {\displaystyle x^{2}+1} над полем {\displaystyle \mathbb {R} } дійсних чисел.
- Будь-яке скінченне поле {\displaystyle GF(q)}, де {\displaystyle q=p^{n}}, є полем розкладу многочлена {\displaystyle x^{q}-x} над простим підполем {\displaystyle GF(p)\subset GF(q)}.
- Полем розкладу x2 + 1 над GF7 є GF49.

## Побудова поля розкладу
Нехай {\displaystyle K} — поле і p(x) многочлен над {\displaystyle K} степеня n.  Загалом процедура побудови поля розкладу многочлена p(x) полягає в побудові послідовності полів {\displaystyle K=K_{0},K_{1},\dots K_{r-1},K_{r}=L}, де {\displaystyle K_{i}} є розширенням {\displaystyle K_{i-1}}, що містить один новий корінь p(x).  Оскільки p(x) має щонайбільше n різних коренів, побудова вимагає щонайбільше n розширень.  Розширення {\displaystyle K_{i}} можна побудувати за допомогою наступних кроків:
- Многочлен p(x) розкладається в добуток многочленів незвідних над {\displaystyle K_{i}} {\displaystyle p(x)=f_{1}(x)f_{2}(x)\cdots f_{k}(x)}.
- Нехай  {\displaystyle f(x)=f_{i}(x)} — деякий з незвідних множників з попереднього пункту.
- Розширення {\displaystyle K_{i+1}} поля {\displaystyle K_{i}} визначається як фактор-кільце {\displaystyle K_{i+1}=K_{i}[x]/(f(x))} де (f(x)) — ідеал в кільці {\displaystyle K_{i}[x]} породжений f(x).
- Процедура побудови {\displaystyle K_{i+1}} продовжується доки не одержується поле в якому p(x) розкладається на лінійні множники.

Незвідні многочлени {\displaystyle f_{i}} можуть обиратися в довільному порядку. Одержані поля розкладу при цьому будуть ізоморфними.
Оскільки f(x) є незвідним (f(x)) є максимальним ідеалом і тому  {\displaystyle K_{i}[x]/(f(x))} — поле.  Якщо {\displaystyle \pi :K_{i}[x]\to K_{i}[x]/(f_{1}(x))} є проєкцією кільця на фактор кільце, то {\displaystyle f(\pi (x))=\pi (f(x))=f(x){\bmod {f}}(x)=0} отже {\displaystyle \pi (x)} є коренем f(x) і також p(x). 
Розмірність розширення [{\displaystyle K_{i+1}:K_{i}}] рівна степеню відповідного многочлена f(x).  Розмірність розширення [L : K] рівна {\displaystyle [K_{r}:K_{r-1}]\cdots [K_{2}:K_{1}][K_{1}:F]} і не перевищує n!.